# Championnats d'Asie de boxe amateur 2019
Navigation
Édition précédente Édition suivante
La 30e édition des championnats d'Asie de boxe amateur s'est déroulée à Bangkok, Thaïlande, du 16 avril 2019 au 27 avril 2019.

## Résultats

### Podiums hommes
| Catégories                  | Or                      | Argent                | Bronze                                    |
| Poids mi-mouches (-49 kg)   | Nodirjon Mirzakhmedov   | Deepak Singh          | Mirlan Turkbai Temirtas Schüssipow        |
| Poids mouches (-52 kg)      | Amit Panghal            | Kim In-kyu            | Tosho Kashiwazaki Hu Jianguan             |
| Poids coqs (-56 kg)         | Mirazizbek Mirzahalilov | Kavinder Bisht        | Ian Clark Bautista Enkh-Amar Kharkhuu     |
| Poids légers (-60 kg)       | Erdenebatyn Tsendbaatar | Zakir Safiullin       | Shakurjon Rahimov Shiva Thapa             |
| Poids super-légers (-64 kg) | Bachodir Usmonow        | Obada Al-Kasbeh       | Sanatali Toltajew Baatarsükhiin Chinzorig |
| Poids welters (-69 kg)      | Bobo-Usmon Baturov      | Quincy Mensah Okazawa | Maimaitituersun Qiong Ashish Kulhriya     |
| Poids moyens (-75 kg)       | Tursynbay Kulakhmet     | Ashish Kumar          | Seyed Shahin Mousavi Nursahet Pazzyyev    |
| Poids mi-lourds (-81 kg)    | Bek Nurmaganbet         | John Marvin           | Erkin Adylbek Narmandakh Shinebayar       |
| Poids lourds (-91 kg)       | Kim Hyeongkyu           | Sanjar Tursunov       | Vassiliy Levit Hussein Iashaish           |
| Poids super-lourds (+91 kg) | Bakhodir Jalolov        | Kamshybek Kunkabayev  | Satish Kumar Mohamad Mulayes              |

### Tableau des médailles
| Place | Pays              | Médaille d'or, Asie | Médaille d'argent, Asie | Médaille de bronze, Asie | Total |
| ----- | ----------------- | ------------------- | ----------------------- | ------------------------ | ----- |
| 1     | Chine             | 6                   | 1                       | 3                        | 10    |
| 2     | Ouzbékistan       | 4                   | 1                       | 4                        | 9     |
| 3     | Inde              | 2                   | 4                       | 7                        | 13    |
| 4     | Kazakhstan        | 2                   | 2                       | 7                        | 11    |
| 5     | Taipei chinois    | 1                   | 3                       | 2                        | 6     |
| 6     | Corée du Sud      | 1                   | 2                       | 0                        | 3     |
| 7     | Philippines       | 1                   | 1                       | 1                        | 3     |
| 7     | Corée du Nord     | 1                   | 1                       | 1                        | 3     |
| 9     | Mongolie          | 1                   | 0                       | 7                        | 8     |
| 10    | Tadjikistan       | 1                   | 0                       | 0                        | 1     |
| 11    | Viêt Nam          | 0                   | 2                       | 1                        | 3     |
| 12    | Jordanie          | 0                   | 1                       | 1                        | 2     |
| 12    | Japon             | 0                   | 1                       | 1                        | 2     |
| 14    | Thaïlande         | 0                   | 1                       | 0                        | 1     |
| 15    | Kirghizistan      | 0                   | 0                       | 2                        | 2     |
| 16    | Iran              | 0                   | 0                       | 1                        | 1     |
| 16    | Syrie             | 0                   | 0                       | 1                        | 1     |
| 16    | Turkménistan      | 0                   | 0                       | 1                        | 1     |
| Total | 18 pays médaillés | 20                  | 20                      | 20                       | 80    |